# Robert Trivers
Pour les articles homonymes, voir Trivers.
Robert Trivers, né le 19 février 1943, est un biologiste  et sociobiologiste américain réputé pour avoir mis en évidence des mécanismes élémentaires dans les échanges sociaux comme l'altruisme réciproque en 1971, l'investissement parental en 1972 ou les conflits parents-progéniture en 1974. Il est actuellement professeur d'anthropologie et de sciences biologiques à l'Université Rutgers, de pédiatrie à UMDNJ et de psychologie à l'Université Harvard.
Il est l'un des auteurs de la théorie de la répartition des sexes de Trivers et Willard, hypothèse complémentaire du principe de Bateman.
Il a remporté le prix Crafoord en 2007.
Il rejoint les Black Panthers en 1979, après que l'Université de Harvard, où il enseignait les sciences naturelles, ait refusé de le titulariser.

## Œuvres
- (en) Social evolution (1985)
- (en) Deceit and self-deception (1991)
- (en) Natural selection and social theory (2002). Oxford University Press, Oxford.  (ISBN 0-19-513062-6)
- (en) Genes in conflict: The biology of selfish genetic elements (2005). Belknap Press, Harvard.  (ISBN 0-674-01713-7)